# Bulimija
Bulimija (bulimia nervosa) je bolezen, ki spada med motnje hranjenja. Najpogosteje se pojavi med 16 in 27 letom starosti. V ospredju te bolezni je strah pred debelostjo. Bolniki neprestano mislijo na hrano, težo uravnavajo z bruhanjem, diuretiki in odvajali. Velika večina se jih tudi začne pretirano ukvarjati s športom, z namenom da bi zmanjšali težo. Občasno pa tudi lahko stradajo.
Bolnike, ki imajo bulimijo je težje diagnosticirati kot tiste obolele za anoreksijo, kajti bulemični bolniki so po navadi normalno hranjeni, včasih tudi debeli, redko pa imajo prenizko telesno težo. Oboleli jedo veliko hrane, ki jo nato skrivaj izbruhajo. Največkrat si pri tem pomagajo s prsti in imajo zato na dorzalnih delih prstov poškodovano kožo zaradi stika z zgornjimi sekalci (Russelov znak). Zobozdravniki in podobni strokovnjaki ob načeti zobni sklenini lahko pomislijo na bulimijo.

## Vzroki za bulimijo
Vzroki so predvsem psihične narave. Pomemben vzrok je ideal vitkosti, ker to v sodobni družbi predstavlja simbol uspešnosti, privlačnosti in samozavestnosti. Poznamo pa tudi fiziološke vzroke, eden od teh je disfunkcija hipotalamusa ter motnje v serotoninskem živčnem prenosu.

## Značilnosti bolezni
Izmenjujoča obdobja prenajedanje,imenujemo tudi volčja lakota, nato pa sledijo neustrezni načini zmanjševanja telesne teže. Oboleli pojedo velike količine hrane, hrana je visokokalorična, sestavljena predvsem iz maščob in ogljikovih hidratov. Bolniki se navadno sramujejo motnje hranjenja in jo skrivajo. Ob hranjenju jih preplavi občutek sproščenosti, niso več tako napeti, temu pa nato sledi občutek krivde.
Poznamo dva tipa bulemične nevroze:
- purgativni tip - obdobju prenajedanja sledi bruhanje, jemanje odvajal in/ali diuretikov
- nepurgativni tip - obdobju prenajedanja sledi obdobje stradanja, odklanjanje hrane ter pretirana telesna aktivnost

## Zapleti pri bulemični nevrozi
- ustna votlina: zobna gniloba, erozija sklenine, zobobol, zatekle dlesni, gingivitis
- črevesje: neregulirana motilnost, diareja, zaprtje
- žrelo: zatekanje žlez, vnetje žrela in grla, težave z glasilkami, erozija, ulceracija, poškodbe, vnetje ezofagusa
- želodec: gastrektazija ,upočasnjeno praznjenje, ulkus
- trebuh: bolečine, krči, notranje krvavitve
- obraz: podkožne krvavitve, podočnjaki, razjede ustnih kotov, razpokane ustnice
- koža: žulji na hrbtni strani rok, odrgnjeni členki
- trebušna slinavka: pankreatitis, kronično vnetje - diabetes
- ledvice: vnetje, poškodbe
- srce: aritmija, bradikardija, nizek pulz
- telo: metabolična alkaloza, motnje v menstruaciji, dehidracija, osteoporoza, sinkopa, šibkost, glavoboli, nizek krvni tlak, izpadanje in cepljenje las, teževe z dihanjem
- vedenjski in psihični znaki: apatija, spreminjanje čustev in razpoloženja, občutek osamljenosti, nizko samospoštovanje, motnje spanja, težave s koncentracijo, obsedenost s hrano, anksioznost, depresivnost

## Zdravljenje
Osnova zdravljenja je psihioterapevtski pristop. Pomembno je predvsem da se kar najhitreje odkrije bolezen. Bolezen se zdravi predvsem psihiatrično.

## Bulimija in gnus
Bulimija spada tako kot anoreksija nervoza med motnje hranjenja, pri kateri je pomembno čustvo izogibanja tako, kot strah tudi gnus. Ena od prvih raziskav, ki se osredotoča na odnos med gnusom in motnjami hranjenja je bila izvedena že ob koncu 20. stoletja. Troop in sodelavci (2000) so raziskovali odnos med simptomi patološkega hranjenja ter občutljivostjo za gnus. Udeleženke so bile opredeljene kot bulimične ali anoreksične s pomočjo Seznama motenj hranjenja (Eating Disorder Inventory). Seznam motenj hranjenja meri različne dimenzije anoreksije nervoze in bulimije, in se uporablja za odkrivanje nenonormalnih vzorcev hranjenja v osmih podkategorijah (želja po suhosti, bulimija, nezadovoljstvo z lastnim telesom, neučinkovitost, perfekcionizem,  medčloveško nezaupanje, interaktivno zavedanje, in strah pred zrelostjo) . Uporabili so vprašalnik občutljivosti za gnus (The Disgust Sensitivity Questionnaire), ki meri občutljivost na potencioalno gnus vzbujajoče dražljaje: živali, telesne izločke, smrt, dele telesa, hrano, okužbe in seks. Rezultati so poleg povezave med »željo po suhosti« in gnusom do hrane in okužb, pokazali povezanost med bulimijo in gnusom do živali, smrti, delov telesa, in okužb. Pomembno je, da je raziskava potrdila, da obstaja povezava med bulimijo in občutljivostjo za gnus, še posebej v povezavi gnusa z določenimi dražljaji, ki so pri bulimiji razlikujejo od tistih pri anoreksiji. To je pokazala podobna raziskava Ruth Aharoni in Marianne M. Hertz (2012). Rezultati njune raziskave so pokazali, da so osebe s purgativnim tipom anoreksije nervoze kazale manjšo občutljivost za gnus, ko so bile izpostavljene gnusnim dražljajem, kot so produkti/izločki telesa (bruhanje in urin). Njihova manjša občutljivost gotovo kaže na večjo izpostavljenost toaletnim prostorom ter izločkom telesa v vsakdanjem življenju, ki so jim priča pri lastnem bruhanju zaužite hrane.